# Marie-Louise-Élisabeth d'Orléans
Pour les articles homonymes, voir Marie-Louise d'Orléans et Louise-Élisabeth d'Orléans.
Titre
Duchesse de Berry
6 juillet 1710 – 4 mai 1714
(3 ans, 9 mois et 28 jours)
Signature
Marie-Louise-Élisabeth d’Orléans, née au château de Versailles le 20 août 1695 et morte au château de La Muette le 20 juillet 1719, est une princesse du sang française. Fille de Philippe d'Orléans, futur régent, et de Françoise-Marie de Bourbon, elle fut duchesse de Berry par son mariage avec Charles de France. Souvent dépeinte comme figure emblématique de la Régence en raison de ses débauches, elle fut critiquée par ses contemporains, comme le duc de Saint-Simon. Elle meurt des suites d'un accouchement difficile à seulement 23 ans.

## Biographie

### Jeunesse

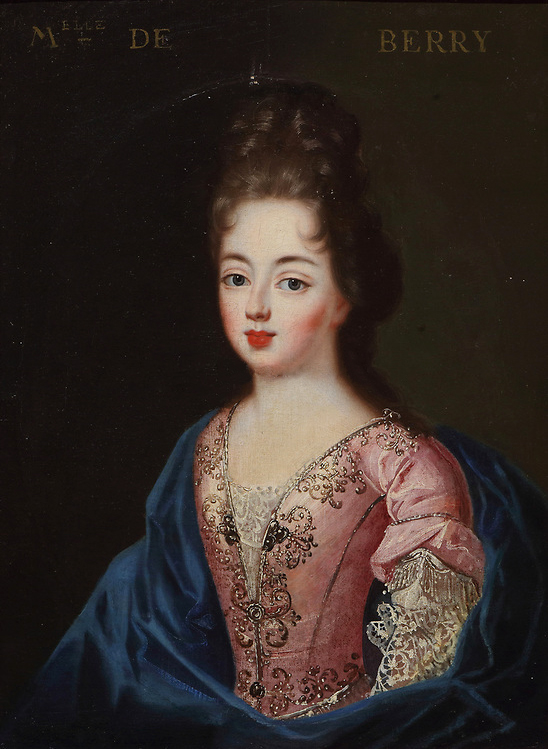
Marie-Louise-Élisabeth enfant.

Encore enfant, Marie-Louise-Élisabeth tombe gravement malade à l'âge de 7 ans et était perdue pour les médecins. Son père, qui veilla sur elle et la soigna, fut pris d'une « tendresse excessive » à l'égard de sa fille, ce qui pourrait être à l'origine des rumeurs d'inceste. En effet, sa mère fut très jalouse de la bonne entente entre le père et la fille, une relation qu'elle ne pouvait connaître du fait de sa profonde indifférence à l'égard de la totalité de ses enfants.
Dès qu'elle eut 8 ans, Philippe d'Orléans laissa sa fille libre d'agir à sa guise. Elle s'adonna alors à la chasse et aux fêtes, subissant les vives critiques de sa grand-mère, la princesse palatine. Elle se fit officiellement surnommer « Mademoiselle »,, à l'image d'Anne-Marie-Louise d'Orléans, qui était surnommée la « Grande Mademoiselle ». Elle fut officieusement surnommée « Joufflotte », ou encore la « Vénus du Luxembourg », en raison de ses formes plantureuses.

### Mariage
Le 7 juin 1710, le duc d'Orléans obtint du roi Louis XIV l'arrangement d'un mariage entre Charles de France, petit-fils du roi, et la princesse d'Orléans. L'objectif était de réunir les deux branches (aînée et cadettes) des Bourbons. Marie-Louise-Élisabeth épousa un mois plus tard Charles de France, duc de Berry, le 5 juillet 1710. Elle devint alors duchesse de Berry à l'âge de quinze ans. Elle subit une première fausse couche, un an après son mariage, en 1711. À dix-sept ans, elle accouche d'un fils, duc d'Alençon, qui ne vit que vingt-et-un jours.
Selon le duc de Saint-Simon, le mariage serait violent. Un grand nombre de pamphlets circulent alors, accablant la jeune fille pour ses loisirs alors peu conformes à son nouveau statut d'épouse. Selon l'historien Baptiste Capefigue, il s'agissait de calomnies répandues par la famille royale : la duchesse du Maine, par « pédanterie », et la duchesse de Bourgogne, par jalousie. Saint-Simon ne cesse de couvrir la princesse de critiques acerbes dans ses Mémoires,, son épouse était sa dame d'honneur, qui lui fournissait alors beaucoup d'informations.
Le mémorialiste racontait d'ailleurs que le couple ducal était très dépensier et accumulait près de 200 000 livres de dettes. Il qualifia cette vie de « scandaleuse ». Il semble voir une nouvelle Ève en la jeune fille, qu'il accuse alors d'hérésie. Elle envisage de quitter la cour de Versailles pour les Pays-Bas avec son amant La Haye, un écuyer du duc de Berry, mais il refuse. Il obtient un poste de gentilhomme de la Manche grâce à la duchesse du Berry, en 1716.
En 1714, son mari meurt alors qu'elle est enceinte. Le roi Louis XIV fait alors part de son désir de devenir le tuteur de la duchesse, et de son enfant à naître. À l'issue d'un inventaire de ses possessions, les biens de la duchesse lui sont laissés, ceux du duc alloués à l'enfant et ceux accumulés depuis le mariage partagés entre la duchesse et l'enfant à venir. Elle voit bientôt sa pension augmentée de 200 000 livres. Elle accouche le 16 juin mais la petite fille ne vit que douze heures. Le corps est transporté à la basilique de Saint-Denis et son cœur à Notre-Dame du Val-de-Grâce. Les biens qui avaient été partagés avec l'enfant sont rendus à la duchesse de Berry.

### Veuvage

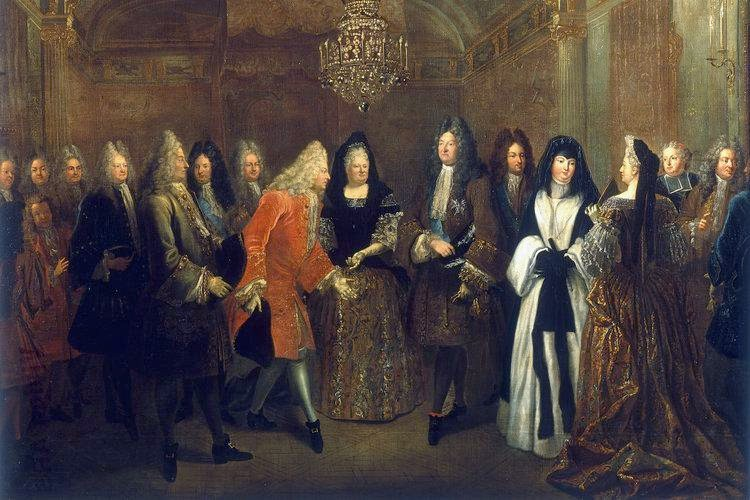
Louis XIV reçoit à Fontainebleau le prince électeur de Saxe. 27 septembre 1714 par Louis de Silvestre, 1714.

Avec l'accord du roi Louis XIV, la duchesse de Berry quitte le grand deuil après une année seulement. Après la mort de Louis XIV et une fois établie au palais du Luxembourg ou palais d’Orléans, où elle constitue sa cour, la veuve de vingt ans poursuit une vie remplie de fêtes et accumule les amants, ce qui lui vaut à nouveau la réprobation de Saint-Simon (son biographe le plus prolifique) : outre La Haye, le marquis de la Rochefoucauld, capitaine de sa garde personnelle ou le comte d'Aydie de Riom. Nommé lieutenant de la garde au palais d’Orléans, Riom sera l'amant favori de la duchesse jusqu'à sa mort. Il est aussi l'amant de Madame de Mouchy, dame d'honneur de la princesse. Durant cette période, cette dernière prend résidence dans un appartement du couvent de l'ordre du Carmel du faubourg Saint-Germain, où elle se retire régulièrement pour faire pénitence.
En mai 1717, la duchesse de Berry reçoit le tsar Pierre Ier au palais d’Orléans et, selon La Gazette de la Régence : « Mme de Berry y parut puissante comme une tour, quoique d'ailleurs belle et fraîche ». Vers la fin de cette même année, le jeune Voltaire relaie devant un informateur de police les rumeurs selon lesquelles la duchesse serait enceinte, précisant que celle-ci est allée passer six mois au château de La Muette « pour y accoucher ». Ce qui lui vaudra alors d'être enfermé onze mois à la prison de la Bastille.

### Fin de vie

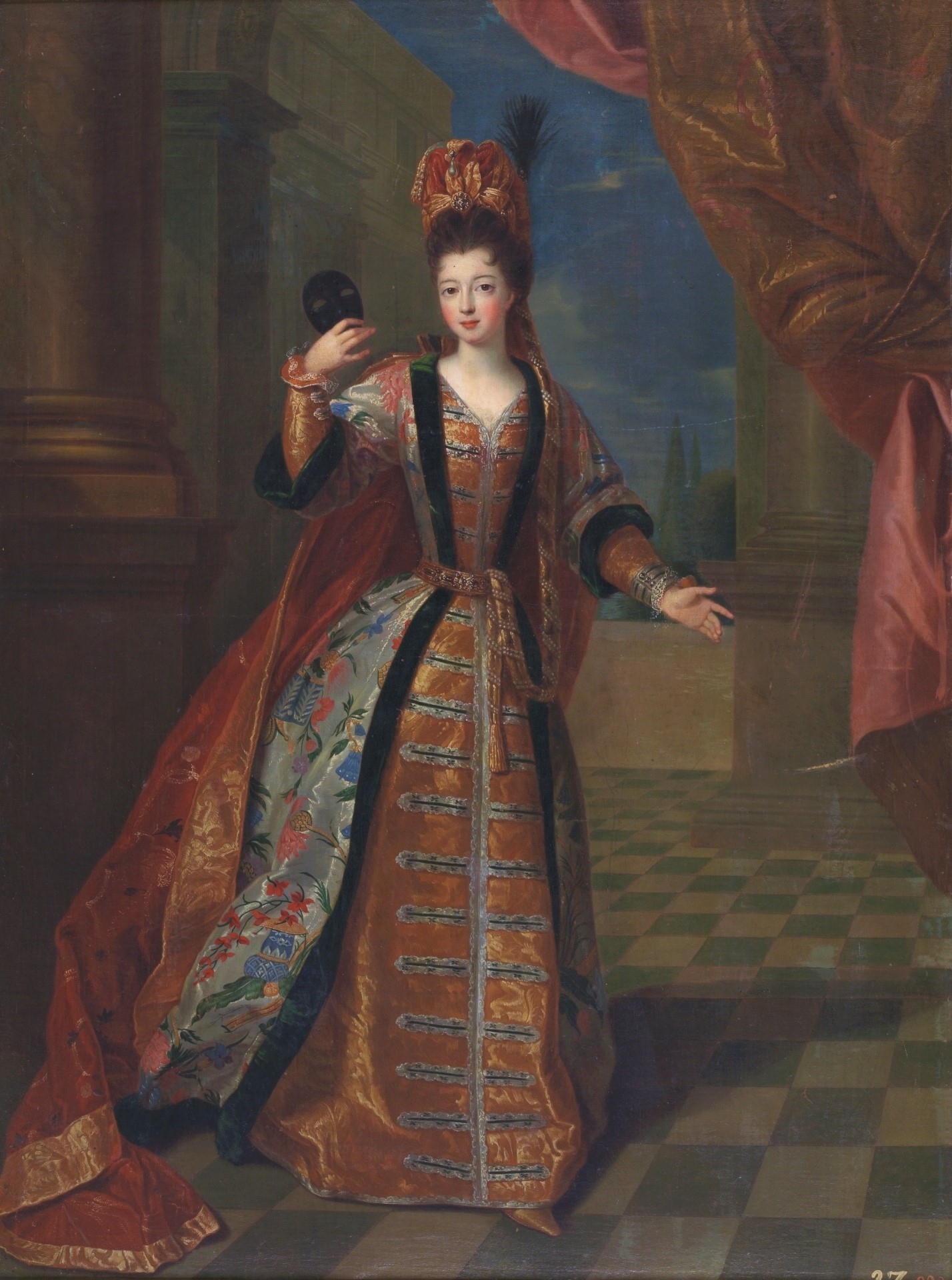
Marie-Louise-Élisabeth d'Orléans, duchesse de Berry par Pierre Gobert, 1714.

Le 18 novembre 1718, à la Comédie-Française, le Régent et la duchesse de Berry assistent à la première de l'Œdipe de Voltaire. C'est la toute première œuvre pour laquelle le jeune Arouet prend le nom de Voltaire, et elle marque le commencement du succès de l'auteur dans sa carrière théâtrale. Les rumeurs d'une relation incestueuse de Philippe d'Orléans avec sa fille aînée rendent la pièce controversée bien avant qu'elle ne soit jouée. La duchesse de Berry entre escortée par les dames de sa cour et sa garde personnelle :

« Elle [n'est] qu'un amas d'étoffes et de bijoux dont jaillissait une tête altière jusqu'au défi. »

Toutefois, les commentaires et les ragots malveillants se multiplient. Attisant l'intérêt des spectateurs friands de scandales, la présence de Madame de Berry à la première de l'Œdipe contribue à la réussite de la pièce et de son succès. Elle se rend cinq fois de suite à la représentation, « comme pour braver l'opinion publique ». Durant l'année 1719, la duchesse de Berry est enceinte à nouveau. Les jugements sur sa vie sexuelle se multiplient. Ils seront repris par certains « historiens » français. Ainsi, à propos d'une représentation de l'Œdipe chez le roi, Édouard de Barthélemy, historien, écrit alors :

« Il est permis de croire que la princesse succomba à l'émotion de quelques applaudissements significatifs et paya de la sorte la maladroite audace qu'il y avait à venir inutilement s'afficher dans un moment où le déchaînement de l'opinion était peut-être plus violent encore par suite de son état avancé de grossesse qui n'était un secret pour personne. »

Lors de son accouchement, la duchesse craint de mourir et réclame les sacrements. En raison de la présence du comte de Riom et de Madame de Mouchy dans le palais d’Orléans, le curé de l'église Saint-Sulpice, Jean-Baptiste Languet de Gergy, refuse d'administrer l'extrême-onction à la parturiente. Sa décision est alors appuyée par le cardinal de Noailles, qui considère aussi que les sacrements ne devaient être dispensés tant que Riom et la dame d'honneur n'étaient pas congédiés. Le 2 avril 1719, la jeune femme fait une fausse couche et échappe à la mort de peu. Elle fait rouvrir le jardin d’Orléans et le voue au blanc pour six mois ainsi que toute sa maison, en l'honneur de sa fille. Elle décide de se retirer au château de Meudon, où elle espère se rétablir rapidement en s'éloignant de l'ambiance de la cour.
Selon Saint-Simon, le Régent est particulièrement courroucé contre sa fille, qui aurait épousé secrètement Riom après son accouchement. Il ordonne à celui-ci de rejoindre son régiment sur la frontière espagnole. Dans l'espoir de convaincre son père d'accepter de rendre public son nouveau mariage et de finalement le rappeler, elle l'invite au château de Meudon pour un souper. Le Régent reste inflexible.
La duchesse de Berry meurt des suites de ses couches deux mois plus tard, à l'âge de vingt-trois ans. Lors de l'autopsie, réalisée au château de La Muette, la nuit du 20 au 21 juillet 1719, les médecins affirment lui trouver « un ulcère à l'estomac, un autre à l'aine, la rate entièrement pourrie et en bouillie, la tête pleine d'eau et la cervelle réduite de moitié ». Son corps est déposé dans la basilique de Saint-Denis et son cœur, ainsi qu'il était fait pour tout prince et princesse de la Maison de France, dans la chapelle Sainte-Anne de l'église Notre-Dame du Val-de-Grâce.

## Descendance
Du vivant de son époux, la duchesse de Berry subit trois grossesses malheureuses :                                                          
- Une fille, morte-née le 21 juillet 1711 ;
- Charles de Berry, duc d'Alençon, né avant terme le 26 mars 1713, mort le 16 avril 1713 ;
- Marie-Louise-Élisabeth de Berry, née avant terme le 16 juin 1714, morte le 17 juin 1714.

Après la mort de son époux : 
- Une fille née le 27 ou 28 janvier 1716 ne vit que trois jours ;
- Une fille née fin juillet 1717, lorsque la duchesse s'est retirée au château de la Muette pour accoucher. Le père serait le comte de Riom. Selon Duclos, cette fille devient religieuse à l'abbaye de Pontoise[29] ;
- Une fille attribuée par Saint-Simon à Riom, morte-née le 2 avril 1719.

## Chansons populaires

### Voltaire
Des vers attribués à Voltaire, qui cherche à atteindre le régent de manière détournée, se moquent de la duchesse de Berry :
Enfin votre esprit est guéri

Des craintes du vulgaire,

Belle duchesse de Berry,

Achevez le mystère ;

Un nouveau Loth vous sert d'époux,

Mère des Moabites,

Puisse bientôt naître de vous

Un peuple d'Ammonites.
— supposément Voltaire

### La grosse Joufflotte
Menant de front la bonne chère et l'amour dès son installation au palais du Luxembourg ou palais d’Orléans, elle fait scandale par sa conduite. Multipliant les aventures, elle n'hésite pas à choisir ses amants parmi ses gardes et laquais. Ses amours licencieuses inspirent la plume des satiristes :
La Messaline de Berry,

L'œil en feu, l'air plein d'arrogance,

Dit en faisant charivari,

Qu'elle est la première de France,

Elle prend ma foi, tout le train,

D'être la première putain.
Un fragment de Noëls satiriques de 1717 ridiculise Madame de Berry :
Grosse à pleine ceinture,

La féconde Berry

Dit en humble posture

Et le cœur bien marri :

Seigneur, je n'aurai plus de mœurs aussi gaillardes,

Je ne veux que Riom et mon papa,

Ou par-ci, par-là mes gardes.
Au début de 1716, Madame de Berry, malade en son palais d’Orléans, ne paraît pas en public pendant plusieurs semaines. Officiellement, elle souffre d'un gros rhume. Inspirées par des rumeurs d'accouchement clandestin que rapporte la Gazette de la Régence, diverses chansons satiriques anonymes évoquent la multiplicité des géniteurs possibles : 
[…]

Il faut bien lui donner un nom :

Ainsi, sans être téméraire,

C'est la Rochefoucauld, de Pont,

Gontaut, la Haye, Salvaire, Rion.
[…]

La mère est de bonne maison,

Elle est du vrai sang de Bourbon ;

Nous en ignorons tous le père,

Car ils étaient trop à la faire.

Depuis la mort de son mari,

Cet aimable Duc de Berry,

[…]

Pour ne point éteindre la race,

Elle épouse la populace.
Lorsque la fille du Régent fait fermer au public les jardins de son palais d’Orléans, les médisants commentent que c'est pour pouvoir s'y livrer avec plus de liberté à ses amours :
On nous a fermé la porte

Du jardin du Luxembourg ;

C'est la grosse Joufflotte

Qui nous a joué ce tour.

Elle eût mieux fait la bougresse,

De boucher le trou,

Le plus voisin de ses fesses,

Par où ses gardes font joujou

## Postérité
Aujourd'hui, l'imaginaire de la Régence dans les romans historiques réduit le plus souvent la duchesse de Berry à une figure d'excès et dépravation. Son « disgracieux » et « dangereux » embonpoint est évoqué par sa grand-mère, la princesse palatine dans une lettre du 2 avril 1719 :

« Notre duchesse de Berry est malade, elle a la fièvre, des vapeurs et des douleurs à la matrice… À l'instant on me dit qu'elle est très mal ; je suis bien inquiète : elle est si grasse et si grosse que j'ai peur qu'elle ne fasse une bien grave maladie… »

— Lettres de la princesse Palatine (1672-1722)
Comme on le sait, sa grossesse étant arrivée à terme, la duchesse de Berry est alors en couches depuis plusieurs jours au palais du Luxembourg, et à l'article de la mort. La vieille princesse veut cacher le scandale que provoque cet accouchement clandestin et attribue la « bien grave maladie » de sa petite-fille la duchesse à son obésité, la conséquence de sa lourde boulimie.

L'historiographie de la Régence ne fera que charger un peu plus les traits négatifs associés au portrait de la duchesse de Berry, jusqu'à en faire la figure emblématique des excès de son temps, nymphomane, boulimique et alcoolique, l'incarnation par excellence d'une féminité mortifère. Elle devient aussi un « cas » intéressant pour des médecins férus d'histoire des tares héréditaires dans les familles royales, tel le docteur Paul Jacoby en 1904 qui, dans son analyse médicale de la généalogie des Orléans, la caractérise en quelques lignes : 
Près de trois siècles après sa mort précoce, la jeune duchesse, vilipendée par Saint-Simon qui en fait « un modèle de tous les vices », semble condamnée à ne figurer dans l'Histoire et la fiction historique que sous les traits grotesques de la « Messaline de Berry », « première p... de France », que son obésité morbide et ses fureurs lubriques mènent vite au tombeau.
Première dame du royaume, la voluptueuse et féconde princesse dont rien n'égalait l'orgueil, qui usurpe les honneurs dus aux reines tout en scandalisant tout Paris par ses frasques amoureuses et pour finir « se tue de grossesses », n'est plus aujourd'hui que « La Joufflotte », morte à 23 ans, .

### Au cinéma
Dans le film Que la fête commence... de Bertrand Tavernier, l'intrigue débute en juillet 1719 avec la mort de la duchesse de Berry, dont le cinéaste montre l'autopsie, quand, dans le même temps, le fantôme de la duchesse « hante » le Régent tout au long du film.